# Bezdzież (gmina)
Bezdzież – dawna gmina wiejska istniejąca do 1939 roku w woj. poleskim (obecnie na Białorusi). Siedzibą gminy był Bezdzież (1248 mieszk. w 1921 roku).
Początkowo gmina należała do powiatu kobryńskiego. 12 grudnia 1920 r. została przyłączona do nowo utworzonego powiatu drohiczyńskiego pod Zarządem Terenów Przyfrontowych i Etapowych. 19 lutego 1921 r. wraz z całym powiatem weszła w skład nowo utworzonego województwa poleskiego. 12 kwietnia 1928 roku do gminy Bezdzież przyłączono wieś Waratyck ze zniesionej gminy Drużyłowicze. 18 kwietnia 1928 roku dokonano wymiany części obszarów z gminą Drohiczyn.
Po wojnie obszar gminy Bezdzież wszedł w struktury administracyjne Związku Radzieckiego.